# 1979-es Formula–1 monacói nagydíj
A monacói nagydíj volt az 1979-es Formula–1 világbajnokság hetedik futama.

## Futam
Scheckteré lett a pole Villeneuve előtt. A dél-afrikai megtartotta a vezetést a rajt után, míg Lauda megelőzte Vileneuve-öt, de a kanadai később visszavette a pozícióját. A 16. körben Didier Pironi hátulról belement Laffite Ligier-jébe, de folytatni tudta a versenyt. A 22. körben Pironi Laudával ütközött, ezúttal mindketten kiestek. Jarier, Jones, Villeneuve és Laffite kiesése után a Regazzoni a második pozícióba került. A verseny végén látványosan harcolt a győzelemért, de a versenyt a végig vezető Scheckter nyerte. Reutemann harmadik lett, miután Depailler motorja tönkrement a futam végén.
| Helyezés | #  | Versenyző              | Csapat/Motor       | Körök | Idő/Kiesés oka | Rajthely | Pontszám |
| -------- | -- | ---------------------- | ------------------ | ----- | -------------- | -------- | -------- |
| 1        | 11 | Jody Scheckter         | Ferrari            | 76    | 1:55:22,48     | 1        | 9        |
| 2        | 28 | Clay Regazzoni         | Williams-Ford      | 76    | +0,44          | 16       | 6        |
| 3        | 2  | Carlos Reutemann       | Lotus-Ford         | 76    | +8,57          | 11       | 4        |
| 4        | 7  | John Watson            | McLaren-Ford       | 76    | +41,31         | 14       | 3        |
| 5        | 25 | Patrick Depailler      | Ligier-Ford        | 75    | Motorhiba      | 3        | 2        |
| 6        | 30 | Jochen Mass            | Arrows-Ford        | 69    | +7 kör         | 8        | 1        |
| Kiesett  | 6  | Nelson Piquet          | Brabham-Alfa Romeo | 68    | Erőátvitel     | 18       |          |
| HN       | 15 | Jean-Pierre Jabouille  | Renault            | 68    | +8 kör         | 20       |          |
| Kiesett  | 26 | Jacques Laffite        | Ligier-Ford        | 55    | Váltó          | 5        |          |
| Kiesett  | 12 | Gilles Villeneuve      | Ferrari            | 54    | Erőátvitel     | 2        |          |
| Kiesett  | 27 | Alan Jones             | Williams-Ford      | 43    | Kormány        | 9        |          |
| Kiesett  | 4  | Jean-Pierre Jarier     | Tyrrell-Ford       | 34    | Felfüggesztés  | 6        |          |
| Kiesett  | 9  | Hans-Joachim Stuck     | ATS-Ford           | 30    | Kerék          | 12       |          |
| Kiesett  | 5  | Niki Lauda             | Brabham-Alfa Romeo | 21    | Baleset        | 4        |          |
| Kiesett  | 3  | Didier Pironi          | Tyrrell-Ford       | 21    | Baleset        | 7        |          |
| Kiesett  | 1  | Mario Andretti         | Lotus-Ford         | 21    | Felfüggesztés  | 13       |          |
| Kiesett  | 14 | Emerson Fittipaldi     | Fittipaldi-Ford    | 17    | Motorhiba      | 17       |          |
| Kiesett  | 16 | René Arnoux            | Renault            | 8     | Baleset        | 19       |          |
| Kiesett  | 20 | James Hunt             | Wolf-Ford          | 4     | Erőátvitel     | 10       |          |
| Kiesett  | 29 | Riccardo Patrese       | Arrows-Ford        | 4     | Felfüggesztés  | 15       |          |
| NK       | 18 | Elio de Angelis        | Shadow-Ford        |       |                |          |          |
| NK       | 8  | Patrick Tambay         | McLaren-Ford       |       |                |          |          |
| NK       | 17 | Jan Lammers            | Shadow-Ford        |       |                |          |          |
| NK       | 22 | Derek Daly             | Ensign-Ford        |       |                |          |          |
| NeK      | 24 | Gianfranco Brancatelli | Merzario-Ford      |       |                |          |          |

## Statisztikák
Vezető helyen:
- Jody Scheckter: 76 (1-76)

Jody Scheckter 9. győzelme, 3. pole-pozíciója, Patrick Depailler 4. leggyorsabb köre.
- Ferrari 77. győzelme.

James Hunt (93-ik) utolsó versenye.